# Tōkamachi
Tōkamachi (十日町市?) è una città giapponese della prefettura di Niigata.

## Clima
Tōkamachi ha un clima umido (Köppen Cfa) caratterizzato da estati calde e umide e inverni freddi con abbondanti nevicate. La temperatura media annuale di Tōkamachi è 12,5 °C. La media annuale delle precipitazioni è di 2077 mm con settembre come mese più piovoso. Le temperature sono più alte in media ad agosto, intorno ai 25,6 °C, e più basse a gennaio, a circa 0,4 °C. Poiché Tōkamachi si trova in una valle, i modelli di vento portano nuvole sia dal Mar del Giappone che dall'Oceano Pacifico. Le montagne che circondano la città (anche se non sono eccessivamente alte) fungono da altre montagne che influenzano i modelli di pioggia e neve fornendo una barriera per i modelli di nubi, questo fa sì che gran parte delle precipitazioni accumulate cadano in città. L'area di Tōkamachi riceve la maggior quantità di neve in qualsiasi area dell'isola principale di Honshu.

## Società

### Evoluzione demografica
abitanti censiti

## Storia
L'area dell'attuale Tōkamachi faceva parte dell'antica provincia di Echigo e faceva parte dei territori tenryō detenuti direttamente dallo shogunato Tokugawa. Dopo il restauro Meiji, fu capoluogo del nuovo distretto di Nakauonuma della prefettura di Niigata, e fu proclamato un villaggio il 1 aprile 1889 con la creazione del moderno sistema municipale. Il 24 settembre 1897 fu elevato allo stato di città. Tōkamachi ottenne lo status di città il 31 marzo 1954, fondendosi con i vicini villaggi di Nakajō, Kawaji e Rokka. Il villaggio di Yoshida (dal distretto di Nakauonuma) fu annessa il 1º dicembre 1954, seguito dal villaggio di Shimojō (dal distretto di Nakauonuma) il 1º febbraio 1955. Il 1º aprile 1962 - Tōkamachi assorbì il villaggio di Mizusawa (dal distretto di Nakauonuma). Il terremoto di Chūetsu del 23 ottobre 2004 ha causato solo lievi danni alla città. Il 1º aprile 2005 Tōkamachi ha assorbito le città di Matsudai e Matsunoyama (entrambe dal distretto di Higashikubiki); la città di Kawanishi e il villaggio di Nakasato (entrambi del distretto di Nakauonuma) per creare la nuova ed estesa città di Tōkamachi.

## Economia
La bachicoltura e la produzione di seta sono un pilastro tradizionale dell'economia locale. Anche l'agricoltura, in particolare la produzione di riso Koshihikari, è molto importante.

## Educazione
Tōkamachi ha 18 scuole elementari pubbliche, nove scuole medie pubbliche gestite dal governo della città, una scuola elementare privata e una scuola media privata. Ci sono quattro scuole superiori pubbliche gestite dalcConsiglio di educazione della Prefettura di Niigata. Il prefetto gestisce anche tre scuole di educazione speciale.

## Eventi
- A Tōkamachi si svolge ogni febbraio il Tōkamachi Snow Festival, nato nel 1950 e giunto alla sua 76a edizione (2025).
- Tōkamachi, dal 2000, ospita anche la Triennale d'arte Echigo-Tsumari.

## Amministrazione

### Gemellaggi

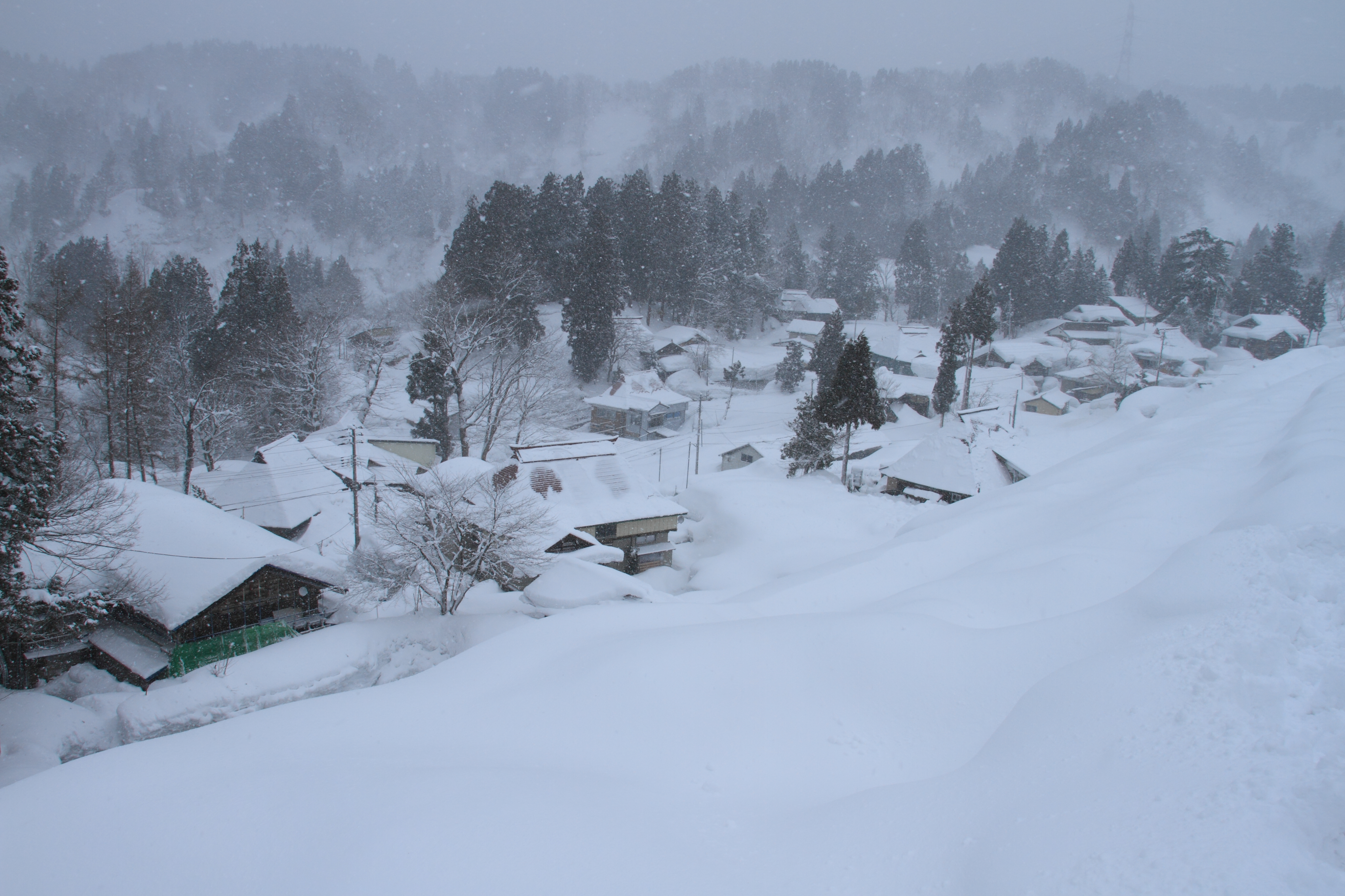
Vista invernale di Kojirakura, un villaggio nella municipalita' di Tōkamachi

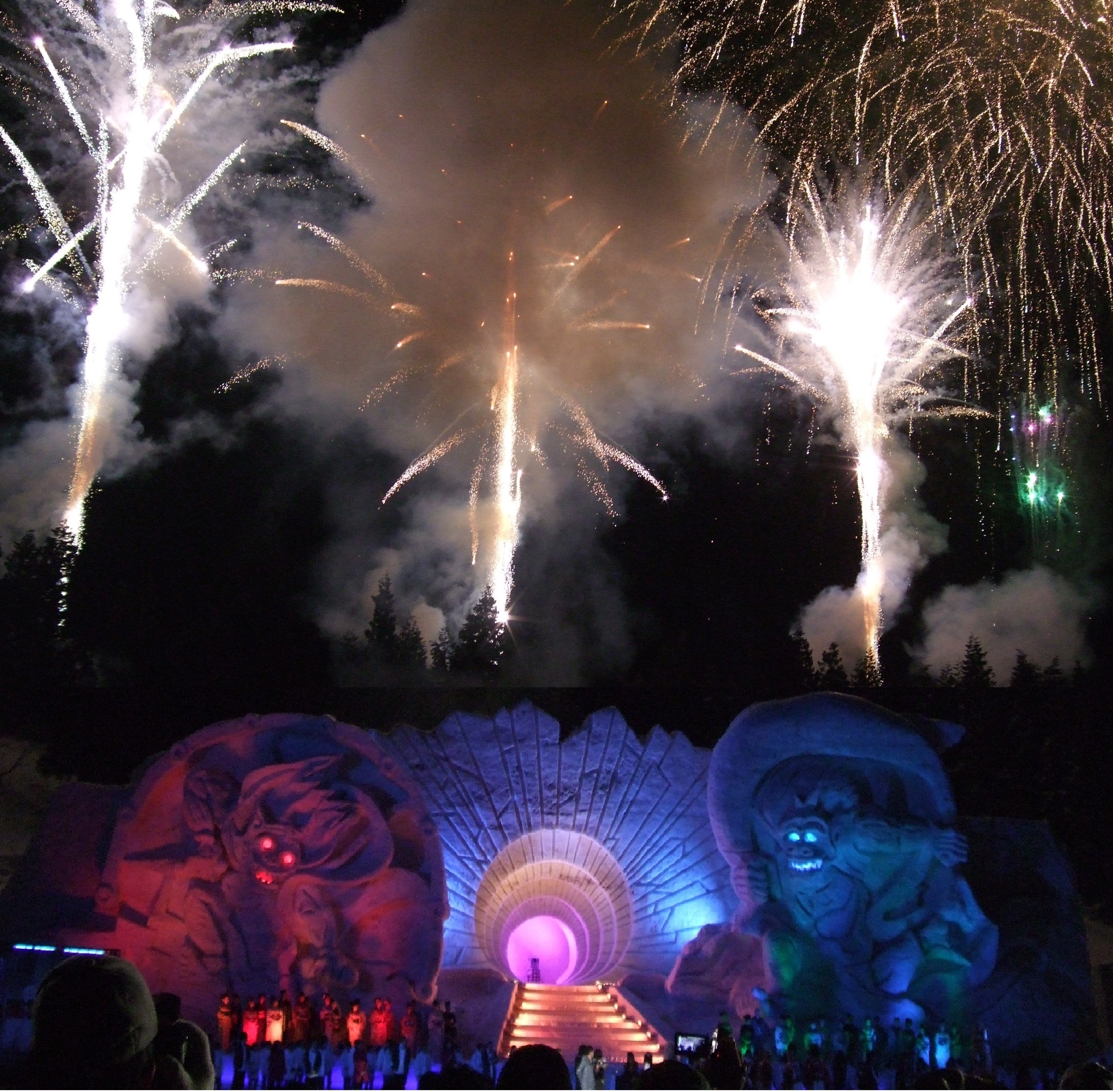
Tokamachi Snow Festival, 62a edizione (2011)

- Como, dal 1975
- Sapporo, dal 2004
- Yokohama, dal 2004
- Shibushi, dal 2004
- Wakō, dal 2004